# Icterus icterus
Icterus icterus là một loài chim trong họ Icteridae.